# Ramón Subercaseaux Vicuña
Ramón Subercaseaux Vicuña (Valparaíso, 10 de abril de 1854-Viña del Mar, 19 de janeiro de 1937) foi um político, diplomata, escritor e pintor chileno.

## Biografia
Ramón Subercaseaux Vicuña nasceu numa família rica e proeminente do Chile. O seu avô, o médico francês Francisco Subercaseaux Breton, chegou ao Chile vindo de Dax. Os seus pais eram Ramón Subercaseaux Mercado, empreendedor e proprietário, desde 1840, de uma loja em Valparaiso, e senador do Chile e Magdalena Vicuña Aguirre, filha de um soldado espanhol. Eles tiveram 13 filhos e Ramón era o mais novo.
Estudou no Colégio de Miss Whitelock e no Colégio San Ignacio universitários de 1854 a 1859 e no Instituto Nacional General José Miguel Carrera, prosseguindo estudos de Direito na Universidade do Chile (1871-1874). Durante este período, recebeu aulas do artista alemão Ernesto Kirchbach, segundo diretor da Academia de Pintura de Santiago. Finalmente, suspendeu os estudos de Direito para se dedicar ao desenho e pintura de forma autodidata.
Em 1874 viajou para a Europa pela primeira vez. Em Roma, teve aulas de pintura na academia do andaluz José García Ramos (1880).
Ramón Subercaseaux casou com Amalia Errázuriz Urmeneta, filha de Maximiano Errázuriz Valdivieso e irmã do pintor José Tomás Errázuriz, e no mesmo ano foi eleito deputado suplente por Angol (1879-1882; era membro do Partido Conservador. O casal teve seis crianças, incluindo Pedro Subercaseaux, artista e monge beneditino; Luis Subercaseaux, diplomata; e Juan Subercaseaux Errázuriz, arcebispo.
Em 1897 parte numa segunda viagem à Europa, agora como diplomata. Aí aperfeiçoaria a sua técnica na pintura, além de conhecer e ser amigo de pintores como Pascal Dagnan-Bouveret, Merson Luc-Oliver, Giovanni Boldini e John Singer Sargent. Este último influenciou o estilo artístico de Subercaseaux. Durante a sua estada em Paris, onde foi cônsul, começou a escrever os seus primeiros livros.[carece de fontes?]
Regressou ao Chile em 1903 e foi eleito senador por Arauco para o período de 1906-1912; juntou-se à comissões permanentes do Tesouro, de Guerra e Marinha, e de Indústria e Obras Públicas, a que presidiu.
Em 23 de dezembro de 1915 foi nomeado Ministro das Relações Exteriores, Culto e Colonização, cargo que ocupou até 30 de abril de 1916, sob o governo de Juan Luis Sanfuentes.
Presidiu à Comissão Permanente de Belas Artes em 1917, foi vice-presidente do Conselho Superior de Salas para os trabalhadores e presidente da Extensão Universitária da Universidade Católica de 1918 a 1919.
Em 1924 retornou à diplomacia como embaixador do Chile na Santa Sé durante o pontificado de Pio XII, cargo que ocupou durante seis anos. Teve notável atuação, não havendo incidentes com a Santa Sé, embora nesse período tenha ocorrido a separação da Igreja e Estado no Chile. Ao se despedir, Sua Santidade concedeu-lhe a mais alta condecoração para diplomatas, a Cruz de Piana.
Durante sua carreira diplomática, foi condecorado com a Cruz de Primeira Classe, com a Banda e a Estrela da Coroa da Prússia, e Alberto Magno, da Saxônia; Cavaleiro da Grande Cruz da Coroa da Itália; e Medalha da Rainha Vitória da Inglaterra (1897).
Morreu em Viña del Mar em 19 de janeiro de 1937, três meses antes de completar 83 anos.

## Pinturas
Entre os seus quadros destacam-se:

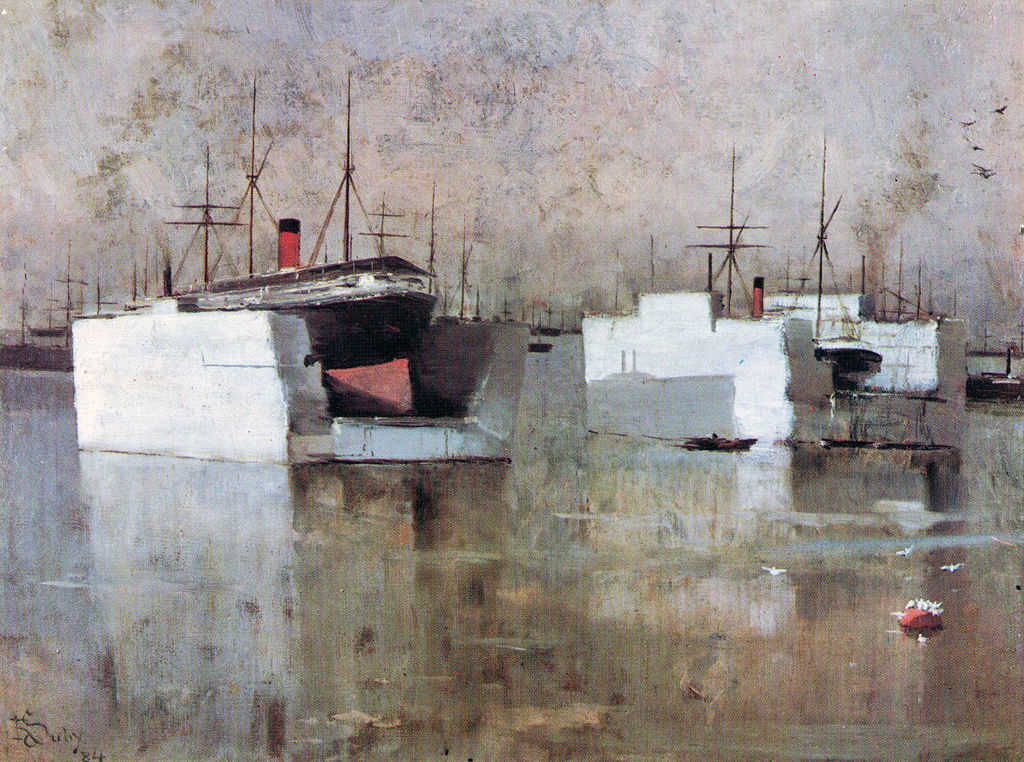
Diques de Valparaíso (1884)

- Diques de Valparaíso, 1884, Museo Nacional de Bellas Artes, Santiago de Chile.
- Entrada al taller del Llano, 1912, Museo Nacional de Bellas Artes, Santiago de Chile.
- Interior de Iglesia San Clemente, Roma, 1920, Museo Nacional de Bellas Artes, Santiago de Chile.
- Flores, Museo Nacional de Bellas Artes, Santiago de Chile.
- Antiguo Puente Cal y Canto, Museo Histórico Nacional, Santiago de Chile.
- En la Quinta del Llano, Colección Banco Central, Santiago de Chile.
- Calle Morandé, Colección Banco Central, Santiago de Chile.
- Arco de Tito
- La Plaza del Popolo

## Libros
Entre a obra escrita destaca-se: 
- Memorias de 50 años, Santiago: Imprenta y litografía Barcelona, 1908
- De San Pedro a Pío X, Roma: Unione Editrice, 1911[5]
- Memorias de ochenta años: recuerdos personales, críticas, remiscencias históricas, viajes, anécdotas, 2 tomos;  2.ª edición, Santiago: Editorial Nascimento, 1936
- La enseñanza de las Bellas Artes
- El genio de Roma
- Le Lacium et la campagne romaine (em francês)

## Prémios
- Medalha de Ouro em Pintura no "Salón" de 1884, Santiago, Chile
- Grande Prémio de Honra, "Salón" Oficial de 1934, Santiago